# Sarah Ayton
Sarah Lianne Ayton (9 de abril de 1980) é uma velejadora britânica, campeã olímpica. Ela competiu nos Jogos Olímpicos de Verão de 2004 na classe Yngling e conquistou a medalha de ouro, tendo totalizado 56 pontos nas onze regatas disputadas, ao lado de Shirley Robertson e Sarah Webb. Na edição seguinte, nos Jogos de 2008, voltou a conseguir o ouro na mesma classe, com Webb e Pippa Wilson.
Em 2015, Ayton foi a vencedora do prêmio Female World Sailor of the Year, descrito como "o maior prêmio que uma velejadora pode receber em reconhecimento às suas conquistas notáveis no mundo da vela". Tendo sido nomeado Membro da Ordem do Império Britânico (MBE) nas Honras de Ano Novo de 2005, Ayton foi promovida a Oficial da Ordem do Império Britânico (OBE) nas Honras de Ano Novo de 2009. Ela teve dois filhos com o também velejador Nick Dempsey.